# موزه هنر سینسینتی

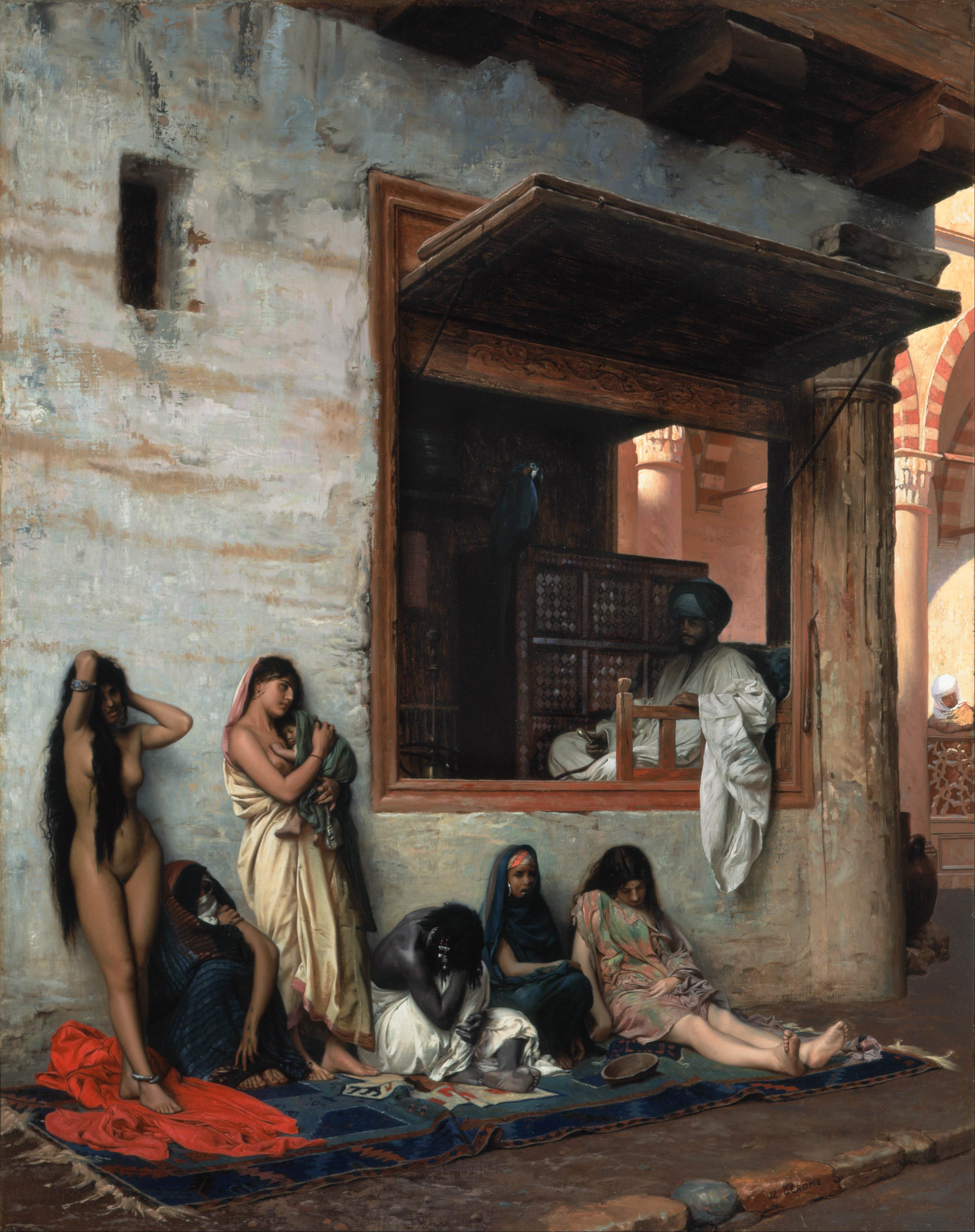
دکان برده‌فروشی، نام اثری است از ژان-لئون ژروم که در حوالی سال ۱۸۷۱ خلق شد. اثر شش بردهٔ زن -برخی دارای جاذبهٔ جنسی- یک نوزاد و مالک عرب‌شان را در دُکان برده‌فروشی به تصویر کشیده‌است. تابلو اکنون در مالکیت موزه هنر سینسینتی قرار دارد.

موزه هنر سینسینتی (انگلیسی: Cincinnati Art Museum) یکی از قدیمی‌ترین موزه‌های ایالات متحده آمریکا که در سال ۱۸۸۱ میلادی بنیانگذاری شده‌است.
موزه همه روزه از ساعت 11 صبح تا 5 بعد از ظهر، پنجشنبه از ساعت 11 صبح تا 20:00 باز است و دوشنبه ها تعطیل است.